# Ch’ol-lacandón
Los ch’ol-lacandón (también conocidos como ch'olti-lacandones, lacandón-chol, choles del Lacandón o simplemente lacandones históricos o arqueológicos) fueron una antigua etnia mayense de habla cholana (no confundirse con los lacandones modernos de Chiapas de habla yucatecana) que habitaban desde el periodo posclásico de la civilización maya en la región de la Selva Lacandona de Chiapas asentados alrededor de la laguna Miramar hasta la conquista española de su territorio. A la llegada de los conquistadores españoles su capital era la ciudad de Lakam-Tún ubicada en la isla El Peñón al sur de la Laguna Miramar que es de donde se origina el nombre "lacandón" dado por los españoles a la región y a sus habitantes. Luego de la destrucción de su ciudad se aislaron en la profundidad de la selva y fundaron una nueva capital llamada Sac Balam donde se mantuvieron libres del dominio español por más de 100 años hasta 1695. Se extinguieron a mediados del siglo XVIII luego de enfrentar varias epidemias y de haber sido desplazados forzosamente por las autoridades coloniales.

## Historia
Los ch'ol-lacandones fueron los habitantes originales de la Selva Lacandona de Chiapas en México desde el periodo posclásico de la cultura maya, eran hablantes de una antigua lengua de la rama cholana (ch'olti') y se concentraban principalmente al sur de la laguna Miramar en una ciudad capital llamada Lakam-Tun como un cacicazgo donde mantenían el control territorial de la región que se extendió hasta el inicio de la conquista española. Las fuentes y crónicas coloniales describieron a los ch'ol-lacandones como un grupo hostil y belicoso al que los misioneros no pudieron acercarse con facilidad en sus primeros intentos de contacto, debido a eso enfrentaron varios intentos de conquista por parte de los españoles para someterlos y pacificar la región, la primera campaña militar española inició a mitad del siglo XVI de la que partieron un grupo de españoles e indígenas aliados armados hacia la laguna Miramar, al llegar a Lakam Tun fueron recibidos violentamente con un ataque bélico pero la superioridad armamentística de los españoles hizo que los ch'ol-lacandones huyeran luego de varias muertes y de verse superados en número de soldados por lo que se escondieron en la profundidad de la selva lo que permitió la entrada a los conquistadores para destruir el centro ceremonial sagrado de los ch'ol-lacandones y también destruir las casas y los cultivos. La campaña militar no pudo relocalizar a los ch'ol-lacandones y se retiró cuando la falta de recursos y las adversidades de la selva empezaron a ser mortales para los españoles, finalmente en 1585 se retiraron después de destruir por última vez la ciudad de Lakam-Tún que había sido parcialmente reconstruida por los indígenas. 
Los ch'ol-lacandones no regresaron nunca a Lakam-Tun, en cambio, cerca del año 1586 se establecieron a unos pocos kilómetros en la profundidad de la selva en donde fundaron una nueva capital llamada Sac Balam en la que estuvieron aislados y ocultos logrando permanecer en libertad por más de un siglo sin que los soldados y misioneros supieran su paradero. Alrededor de la ciudad había otros dos asentamientos menores llamados Map y Peta que no perduraron mucho tiempo, sus relaciones con otros pueblos indígenas de la región también era conflictiva ya que eran constantemente asechados por un grupo identificado como petenactes que llegaban desde Petenecté, Tabasco y realizaban saqueos nocturnos a Sac Balam mientras que los ch'ol-lacandones realizaban incursiones y ataques a varios asentamientos de indígenas pacificados en otras regiones lo que provocó el temor y preocupación de las autoridades coloniales. A finales del siglo XVII, Sac Balam estaba habitada por cientos de personas y era gobernada por los líderes Chancuc, Tuztecat y Tuhnol y por un cacique-sacerdote de mayor autoridad llamado Cabnal.  En el año 1695 después de que los españoles descubrieran la existencia de Sac Balam se organizó una expedición para culminar la conquista de la Selva Lacandona y poder pacificar la región, cuando los españoles llegaron a la ciudad la mayoría de su gente huyó y los conquistadores la rebautizaron como Nuestra Señora de los Dolores del Lacandón (conocida simplemente como Dolores) y lo establecieron como un asentamiento colonial con el objetivo de controlar política y religiosamente la región selvática. Los ch'ol-lacandones aceptaron volver después de unos días y finalmente se acercaron a los conquistadores luego de que los misioneros les mostrasen intenciones de contacto pacíficas sin tener mayor opción ya que estaban además asediados por soldados españoles, fue así como lograron bautizar a una gran parte. Dolores se convirtió así en un pueblo de paz de aproximadamente 300 a 500 habitantes donde los ch'ol-lacandones eran gobernados por la colonia española, durante su ocupación colonial se realizaron registros y descripciones completas de la ciudad y de las tradiciones de sus habitantes que son las únicas fuentes que se tienen sobre la cultura y tradiciones de los ch'ol-lacandones. En apariencia, los hombres ch'ol-lacandones vestían una camisa sin mangas, taparrabos y perforaciones en la boca y orejas con el cabello largo según una carta colonial que describía la vestimenta de un prisionero. La propagación de enfermedades a los que se expusieron los ch'ol-lacandones de parte de los españoles provocó una drástica y alta mortandad en la población indígena.
En 1712 la autoridad colonial ordenó reubicar a todos los habitantes de Dolores debido a las dificultades económicas que enfrentaron los españoles para mantener la ciudad por el gran aislamiento que tenía en la profundidad de la selva, la poca población indígena que sobrevivía para ese entonces fue desplazada forzosamente a regiones lejanas donde morían rápidamente de enfermedades, la gran mayoría muriendo durante su recorrido sin siquiera llegar a su destino, desde entonces desaparecieron todas las referencias o menciones en las fuentes coloniales sobre el territorio ancestral de los ch'ol-lacandones y no se volvió a registrar ningún tipo de presencia humana, expediciones o asentamientos en la región, finalmente los ch'ol-lacandones se extinguieron en su totalidad cerca del año 1750. La selva quedó completamente despoblada hasta la llegada de un grupo mayense de habla yucatecana identificados como los lacandones modernos (autodenominados jach winik) de Chiapas a los que se les llamó de forma genérica como "lacandones" por que las autoridades locales pensaron que se trataba de los históricos lacandones que en la antigüedad dominaban la selva.